# Saint-Rambert-l'Île-Barbe
Pour les articles homonymes, voir Saint-Rambert.
Saint-Rambert-l'Île-Barbe est une ancienne commune française du département du Rhône, annexée à la ville de Lyon depuis le 7 août 1963 par le décret du 1er août 1963. Elle constitue aujourd'hui un quartier du 9e arrondissement de Lyon.
Elle constitue l'un des derniers quartiers-villages de Lyon, qui abrite encore des activités agricoles et artisanales. On trouve également plusieurs lieux de détente aménagés sur les bords de la Saône. Le quartier englobe l'île Barbe, située au milieu de la Saône, à laquelle on accède par le pont de l'Île Barbe.

## Histoire

### Jusqu'aux années 1960: une localité demeurée indépendante en périphérie de Lyon
La commune, qui prend en 1793 le nom de Beauvais-l'Isle-Barbe, absorbe l'ancienne commune de l'île Barbe avant 1806.
En 1836, les quartiers de la Dargoire, Vacques et la Sauvagère sont détachés de la commune de Saint-Cyr-au-Mont-d'Or pour être rattachés à celle de Saint-Rambert-l'Île Barbe.
La réforme de 1852 qui rattache Vaise, la Guillotière et la Croix-Rousse à la commune de Lyon épargne Saint-Rambert-l'île Barbe, commune essentiellement rurale.
En 1909, Lyon souhaite annexer le quartier de l'Industrie, qui regroupe alors l'essentiel des activités industrielles de la commune et donc ses principales sources de revenus. Le 3 juin 1909, le conseil municipal rejette à l'unanimité ce projet.

### Vers l'intégration à la commune de Lyon en 1963
(janvier 2016).
Améliorez-le ou discutez des points à vérifier. 
Au début des années 1960, la commune, de taille réduite (209 hectares) et confrontée à l'augmentation de sa population, se trouve dans une situation financière précaire, et une délégation composée du maire Pierre Chambion et de plusieurs conseillers municipaux rencontre le 19 décembre 1962 Louis Pradel, alors maire de Lyon, afin d'évoquer son rattachement à sa puissante voisine. Ce projet suscite quelques oppositions au sein de la commune, où un comité de défense des intérêts communaux se met en place.

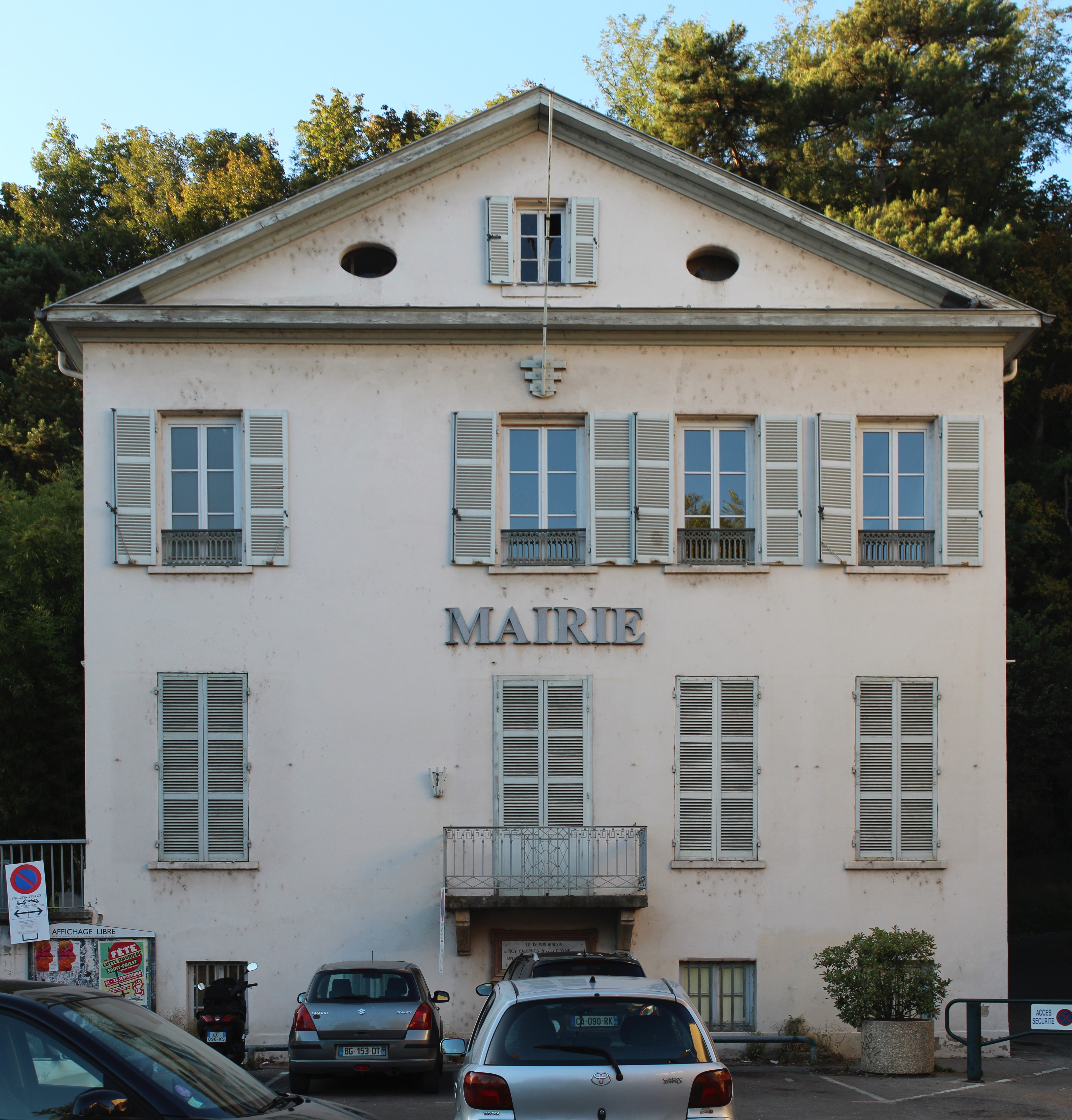
Ancienne mairie.

Le 30 janvier 1963, le conseil municipal de Saint-Rambert se prononce favorablement à ce rattachement par dix-sept voix contre une et une abstention. De son côté, le conseil municipal de Lyon se prononce affirmativement par quarante-cinq voix contre treize (groupe communiste) et deux abstentions (groupe socialiste). Le 2 mai suivant, le conseil général du département du Rhône manifeste cependant son opposition au projet, mais cela n'a aucun effet sur sa réalisation.
La commune, dépendant jusqu'alors du canton de Limonest, est rattachée à celle de Lyon par fusion simple par décret du 1er août 1963.
L'ancienne commune intègre le 5e arrondissement de Lyon ; ce dernier est scindé par un décret du 12 août 1964 pour créer le 9e arrondissement, dont fait partie depuis lors l'ancienne commune.

## Démographie
L'évolution du nombre d'habitants est connue à travers les recensements de la population effectués dans la commune depuis 1793. À partir du 1er janvier 2009, les populations légales des communes sont publiées annuellement dans le cadre d'un recensement qui repose désormais sur une collecte d'information annuelle, concernant successivement tous les territoires communaux au cours d'une période de cinq ans. 
Pour les communes de moins de 10 000 habitants, une enquête de recensement portant sur toute la population est réalisée tous les cinq ans, les populations légales des années intermédiaires étant quant à elles estimées par interpolation ou extrapolation. Pour la commune, le premier recensement exhaustif entrant dans le cadre du nouveau dispositif a été réalisé en ,.
En 1962, la commune comptait 7 211 habitants.
| 1793 | 1800 | 1806 | 1821 | 1831 | 1836 | 1841 | 1846 | 1851 |
| ---- | ---- | ---- | ---- | ---- | ---- | ---- | ---- | ---- |
| 418  | 337  | 459  | 440  | 691  | 935  | 748  | 620  | 626  |

| 1856  | 1861  | 1866  | 1872  | 1876  | 1881  | 1886  | 1891  | 1896  |
| ----- | ----- | ----- | ----- | ----- | ----- | ----- | ----- | ----- |
| 1 022 | 1 523 | 1 265 | 1 173 | 1 698 | 1 968 | 2 242 | 2 238 | 2 283 |

| 1901  | 1906  | 1911  | 1921  | 1926  | 1931  | 1936  | 1946  | 1954  |
| ----- | ----- | ----- | ----- | ----- | ----- | ----- | ----- | ----- |
| 2 588 | 2 538 | 2 452 | 2 854 | 3 285 | 3 884 | 3 439 | 3 356 | 4 073 |

| 1962  | - | - | - | - | - | - | - | - |
| ----- | - | - | - | - | - | - | - | - |
| 7 211 | - | - | - | - | - | - | - | - |

## Héraldique
| Blason de Saint-Rambert-l'Île-Barbe | Blason  | De gueules au chevron d'or chargé d'une macle d'azur.                                                                                    |
| Blason de Saint-Rambert-l'Île-Barbe | Détails | Le blason (ne pas le confondre avec celui de l'abbaye) figure sur le monument au morts. Le statut officiel du blason reste à déterminer. |